# ایان بانبوری
ایان بانبوری (انگلیسی: Ian Banbury؛ زادهٔ ۲۷ نوامبر ۱۹۵۷) دوچرخه‌سوار اهل بریتانیا است.
وی در مسابقات کشوری و بین‌المللی در مجموع برندهٔ ۱ مدال برنز شده‌است.